# Rafael Infantino
Pour les articles homonymes, voir Infantino.
Rafael Aníbal Infantino Abreu, né le 28 août 1984 à La Vega en République dominicaine, est un coureur cycliste colombien.

## Repères biographiques
Rafael Infantino est né à La Vega, en République dominicaine, d'une mère dominicaine et d'un père colombien. À l'âge de deux ans, il émigre avec ses parents en Colombie. Il réside actuellement dans le département d'Antioquia, à La Ceja.

### Clásico RCN 2011
Le 30 septembre, il prend le départ du Clásico RCN. Lors de la 2e étape, il déclenche les hostilités et s'isole lors de l'ascension d'un col hors-catégorie. Seuls trois coureurs peuvent l'accompagner, jusqu'au bout. À quatre, ils réussissent à résister au peloton et terminent avec deux minutes d'avance. Sergio Henao remporte l'étape et endosse le maillot de leader.
Lors de la 6e étape, les EPM-UNE attaquent. Mauricio Ortega s'échappe dans l'alto de La Línea, bientôt, suivi par Infantino. Henao ne peut suivre. Cependant tout rentre dans l'ordre à vingt kilomètres de l'arrivée. 
Le lendemain, lors de la 7e étape, à une vingtaine de kilomètres de l'arrivée, dans l'ascension d'un col hors-catégorie, Infantino et Ortega attaquent Henao qui ne peut répondre. Ils rejoignent les échappés matinaux et Infantino passe au sommet, à six kilomètres de l'arrivée, avec 50 secondes d'avance. Il lui en reste 39 sur Henao à l'issue de l'étape. Rafael Infantino est le nouveau leader avec douze secondes d'avance sur Henao. 
Le jour suivant, dans le col alto de Minas, Rodas et Gutiérrez s'enfuient pour servir de point d'appui à leur chef de file, Sergio Henao. Ils sont suivis par Ortega. Mais la stratégie tourne à l'avantage d'Infantino qui s'appuie sur son coéquipier pour s'échapper et distancer Henao. Le coureur d'EPM - UNE passe en tête au sommet et conserve plus d'une minute d'avance à l'arrivée sur six coureurs. 
Le lendemain, dans la dernière étape, Infantino remporte sa troisième victoire d'étape d'affilée, en établissant un nouveau record dans l'ascension chronométrée de l'alto de Santa Elena et s'adjuge le 51e Clásico RCN, devançant Rodas de cinq minutes. Henao termine cinquième, à près de sept minutes.  

### Année 2012
Perturbée par les blessures, sa saison peut être considérée comme décevante.
Après avoir soigné une inflammation au genou droit, il reprend la compétition, en mars, lors de la Clásica de Fusagasugá. Il la remporte en s'adjugeant les deux dernières étapes. Le premier jour de course, il est à l'origine d'une échappée de cinq coureurs (avec quatre EPM-UNE). Il termine troisième derrière deux coéquipiers. Le lendemain, l'étape se termine par un col hors-catégorie, il gagne en solitaire, dépossédant son coéquipier, Edwin Carvajal du maillot de leader, pour huit secondes. Le dernier jour, il remporte le contre-la-montre avec 1 min 30 s sur le second de l'étape et scelle sa victoire.
En avril, il fait partie des huit coureurs sélectionnés par Raúl Mesa, pour disputer les cinq épreuves espagnoles au programme de son équipe. Après avoir disputé la Klasika Primavera anonymement, il est au départ du Tour de Castille-et-León. Il termine les deux premières étapes dans le peloton. Le dernier jour, dans la neige et le froid, Infantino chute, lourdement, dans la descente du Puerto de la Morcuera (es), alors qu'il est dans le groupe de tête. Il se casse le radius du bras gauche. Son indisponibilité est estimée à cinq semaines et il retourne prématurément en Colombie.
Annoncé comme un des favoris du Tour de Colombie, il annonce son forfait huit jours avant le départ de l'épreuve, insuffisamment remis de sa fracture du radius. Il reprend la compétition lors de la Clásica de Girardot, où il termine sixième. En août, il part aux États-Unis disputer le Tour de l'Utah et l'USA Pro Cycling Challenge, qu'il finit au-delà de la trentième place (avec toutefois une belle échappée lors de la deuxième étape au Colorado).
Revenant d'une grippe, il arrive, néanmoins, au départ du 52e Clásico RCN avec la ferme intention de rééditer sa performance de l'année précédente. Pourtant dans la troisième étape, il ne peut accompagner Óscar Sevilla et Alex Cano, dans leur échappée. Exclu de la course pour la victoire finale, il ne perd quasiment plus de temps sur les leaders et reste prétendant au podium. Quatrième avant le contre-la-montre, clôturant l'épreuve, il s'approprie la troisième place, à l'issue de celui-ci.
Il termine l'année à la Vuelta a Chiriquí au Panama. Lors de la quatrième étape, il fait partie d'une échappée qui arrive avec plus de huit minutes d'avance sur Óscar Sevilla, piégé dans le peloton principal. Il se retrouve deuxième à quelques secondes d'Iván Casas. Dans l'étape-reine, montagneuse, il ne peut conserver sa place. Il distance Casas mais ne peut rien contre l'échappée décisive de Sevilla. Il chute à la quatrième place finale.

### Année 2013
En compagnie de Mauricio Ortega et d'Isaac Bolívar, Rafael Infantino revient dans son équipe formatrice de l'Orgullo Antioqueño pour la saison 2013.
En fin de saison, il se plie à la volonté fédérale de participer au contre-la-montre des Mondiaux de Florence. Il s'astreint à un entraînement spécifique avec l'objectif de finir dans les quinze premiers. L'épreuve ne se déroule pas comme l'aurait souhaité Infantino. Souffrant officiellement d'hémorroïdes, il la termine à la soixante-septième place. Mi-octobre, Rafael Infantino signe pour l'équipe EPM-UNE, qu'il avait quitté à la fin de la saison précédente.

## Palmarès sur route
| - 2004 - Champion panaméricain du contre-la-montre espoirs - 2e du Tour de Colombie espoirs - 3e de la Vuelta a la Independencia Nacional - 2006 - 2e de la Coppa Comune di Livraga - 3e du Trophée Raffaele Marcoli - 2007 - 5e étape du Tour du Frioul-Vénétie julienne - Trophée Matteotti amateurs - 4e et 5e étapes du Tour de la Vallée d'Aoste - 2e du Mémorial Gerry Gasparotto - 3e de la Coppa Caduti di Reda - 3e de Milan-Tortone - 2008 - 3e étape du Giro delle Valli Cuneesi - 3e du Giro delle Valli Cuneesi - 2009 - Clásica de Marinilla : - Classement général - 3e étape - 1re (contre-la-montre par équipes) et 7e étapes du Clásico RCN - Médaillé d'argent du contre-la-montre aux Jeux bolivariens - Médaillé de bronze de la course en ligne aux Jeux bolivariens - 2010 - 2e étape de la Clásica de Girardot - 3e étape de la Clásica de Marinilla (contre-la-montre) - 2e du championnat de Colombie du contre-la-montre | - 2011 - 6ea étape de la Vuelta a la Independencia Nacional - 3e étape de la Clásica de El Carmen de Viboral (contre-la-montre) - Clásico RCN : - Classement général - 7e, 8e et 9e (contre-al-montre) étapes - 2012 - Clásica de Fusagasugá : - Classement général - 2e et 3e (contre-la-montre) étapes - 3e du Clásico RCN - 2013 - 3e, 8e et 14e (contre-la-montre) étapes du Tour de Colombie - 2014 - 2e étape de la Clásica de Rionegro (contre-la-montre) - 2e étape de la Vuelta a Antioquia - 4e étape de la Clásica de El Carmen de Viboral (contre-la-montre) - 2e de la Clásica de Rionegro - 2e de la Vuelta a Antioquia - 2015 - 1re (contre-la-montre par équipes) et 8e (contre-la-montre) étapes du Tour de Colombie - 2e du championnat de Colombie du contre-la-montre - 2e de la Vuelta al Valle del Cauca - 2e de la Vuelta a Cundinamarca |

## Classements mondiaux
| Année            | 2006 | 2007 | 2008 | 2009 | 2010 | 2011  | 2012 | 2013 | 2014 | 2015 |
| ---------------- | ---- | ---- | ---- | ---- | ---- | ----- | ---- | ---- | ---- | ---- |
| UCI America Tour |      |      |      |      |      | 94e   |      | 114e | 357e | 198e |
| UCI Europe Tour  | 658e | 474e | 903e |      |      | 1128e |      |      |      |      |

## Palmarès sur piste

### Championnats panaméricains
- Tinaquillo 2004
  -  Médaillé d'or de la poursuite par équipes (avec José Serpa, Juan Suárez et Andrés Rodríguez)

## Résultats sur les championnats

### Championnats du monde
| 1 participation. - Hamilton 2003 : 20e au classement final. | 1 participation. - Florence 2013 : 67e au classement final. |

### Championnats panaméricains
| Course en ligne espoir - Tinaquillo 2004 : vainqueur de l'épreuve. | Poursuite par équipes - Tinaquillo 2004 : vainqueur de l'épreuve (avec José Serpa, Juan Suárez et Andrés Rodríguez). |